# Orthotomus frontalis
El sastrecillo frentirrufo (Orthotomus frontalis) es una especie de ave paseriforme de la familia Cisticolidae endémica de Filipinas, en el Océano Pacífico. 

## Distribución y hábitat
Es una especie endémica del sur del archipiélago filipino. Se encuentra únicamente en las islas de Mindanao, Sámar, Leyte, Bohol y Basilán. Su hábitat natural son los bosques húmedos tropicales de tierras bajas y los manglares.